# Авианосцы типа «Илластриес»
Тип «Илластриес» (англ. Illustrious class) — серия британских авианосцев периода Второй мировой войны. Стали первыми в мире авианосцами с полностью бронированными ангарами и послужили в этом отношении образцом для всех последующих британских тяжёлых авианосцев Второй мировой войны. В 1937—1940 годах были построены четыре корабля этого типа, вступившие в строй в начальный период войны. Четвёртый из них, «Индомитебл», был построен по изменённому проекту, с увеличением числа самолётов на борту за счёт уменьшения толщины брони ангара, из-за чего в литературе порой выделяется в отдельный тип. Авианосцы типа «Илластриес» активно использовались КВМС Великобритании во второй мировой войне, являясь их основным типом тяжёлых авианосцев в первой половине войны. После войны, три из кораблей этого типа были вскоре сняты с вооружения пущены на слом в 1953—1956 годах. «Викториес» же в этот период прошёл модернизацию и оставался в строю до 1969 года, когда он был тоже снят с вооружения в связи с сокращением численности флота.

## Представители
| Название               | Судоверфь                   | Закладка       | Спуск на воду    | Вступление в строй | Судьба               |
| ---------------------- | --------------------------- | -------------- | ---------------- | ------------------ | -------------------- |
| Илластриес Illustrious | «Виккерс-Армстронг», Барроу | 27 апреля 1937 | 5 апреля 1939    | 25 мая 1940        | пущен на слом в 1956 |
| Викториес Victorious   | «Виккерс-Армстронг», Тайн   | 4 мая 1937     | 14 сентября 1939 | 15 мая 1941        | пущен на слом в 1969 |
| Формидебл Formidable   | Harland & Wolf              | 17 июня 1937   | 17 августа 1939  | 24 ноября 1940     | пущен на слом в 1953 |
| Индомитебл Indomitable | «Виккерс-Армстронг», Барроу | 10 ноября 1937 | 26 марта 1940    | 10 октября 1941    | пущен на слом в 1955 |

Два более поздних корабля класса «Имплакабл» также были построены по модифицированным проектам, чтобы иметь более крупные воздушные крылья. Implacable и Indefatigable имели два уровня ангаров, хотя и с ограниченной высотой в 4,3 метра.

## История строительства
Проектирование и постройка авианосцев типа «Илластриес» стало ответом на усиленное военно-морское строительство развернувшееся в нацистской Германии во второй половине 1930-х гг. Ко времени прихода Гитлера к власти в составе английского флота были в основном устаревшие авианосцы. Первым современным кораблём, построенным в рамках новой кораблестроительной программы стал авианосец «Арк Роял». Предполагалось, что он станет прообразом серии кораблей этого класса.
Однако ещё в процессе проектирования «Арк Роял» в планы по развитию авианесущего флота были внесены значительные изменения. По инициативе вице-адмирала Р. Гендерсона — третьего Морского лорда, требования к новым кораблям включали наличие бронированной палубы, способной выдержать попадания авиабомб. 
Новым авианосцам предстояло действовать в основном Северном и Средиземном морях и основную опасность представляла многочисленная базовая авиация. Прочность конструкции способность оставаться в стою после поражения бомбами авианосца становилась критически важными.
Дополнительными требованиями было наличие сильного зенитного вооружения и усиленной ударной авиагруппой. При этом размеры авианосцев не должны были превышать существовавшие ограничения, то есть водоизмещение не должно было быть более 23000 тонн.
Проектирование авианосца велось в ускоренном режиме и заняло всего несколько месяцев. Уже весной 1937 года были заложены первые два корабля серии («Илластриес» и «Викториес»), в начале лета — третий корабль («Формидебл») и, наконец в ноябре 1937 года — последний («Индомитебл»). Ввод в строй состоялся в 1940-41 гг. Ускоренное проектирование и быстрая постройка кораблей привела к тому, что в ходе войны Великобритания поддерживала на довоенном уровне свою авианосную группировку. Новые корабли успевали заменить потерянные в боях.

## Особенности конструкции
Главной особенностью авианосцев этого типа были, безусловно, бронированные палубы и ангары для самолётов. Палубы были забронированы 76-мм бронёй, а ангары имели дополнительно 114-мм боковое бронирование. Не бронированными оставались два самолётных элеватора, однако они отделялись от ангара 114-мм броневыми дверями. Бронированные палубы должны были выдержать попадания 500-фунтовых бомб. Бронированные палубы и ангары стали визитной карточкой именно английских авианосцев. Японцы имели бронирование палубы только на авианосцах «Тайхо» и «Синано», а американцы начали бронировать палубы только начиная с авианосцев типа «Мидуэй». Ещё одним новшеством стало то, что палуба являлась несущей конструкцией.
По правому борту в центральной части корабля располагалась довольно высокая надстройка островного типа, которой постарались придать аэродинамическую форму. Дымовая труба, по сравнению с «Арк Роял» была выше, что уменьшало риск задымления полётной палубы. Для запуска самолётов в передней части палубы была расположена катапульта.
Цена за бронировку палубы и ангаров была очень высока. Имея почти одинаковые размеры с «Арк Роял» или зарубежными аналогами (тип «Йорктаун» или тип «Сёкаку») авианосцы типа «Илластриэс» были способны нести и обеспечивать очень небольшую авиагруппу. Главным отличием «Индомитебла» от кораблей основной серии было наличие дополнительного небольшого ангара расположенного под основным в кормовой части корабля. В связи с этим пришлось уменьшить толщину стен основного ангара. Зато авиагруппа была увеличена на 12 самолётов.

## Вооружение

### Артиллерия
Согласно требованиям адмиралтейства корабли получили очень мощное для своего времени зенитное вооружение. На авианосцах было установлено 16 114-мм зенитных орудий в двухорудийных башнях размещённых на спонсонах по обе стороны палубы. Помимо этого на вооружении находилось 6 восьмиствольных установок 40-мм зенитных автоматов «Виккерс» QF-2, известных также как «Пом-Пом». Учитывая слабость истребительной авиации базировавшейся на корабле, именно на мощную зенитную артиллерию возлагались основные надежды при отражении атак вражеской авиации.
Опыт боёв продемонстрировал необходимость увеличения количества зенитных стволов, которое происходило за счёт установки дополнительных зенитных автоматов — 40-мм «Бофорс» L60 и 20-мм «Эрликон». В итоге в конце войны зенитное вооружение авианосцев было следующим:
- «Илластриес» — 8х2 114-мм орудий, 5х8 40-мм «Виккерс», 3х1 40-мм «Бофорс», 19х2, 14х1 20-мм «Эрликон»
- «Викториес» — 8х2 114-мм орудий, 5х8 40-мм «Виккерс», 2х4, 2х2, 9х1 40-мм «Бофорс», 45х1 20-мм «Эрликон»
- «Формидебл» — 8х2 114-мм орудий, 6х8 40-мм «Виккерс», 12х1 40-мм «Бофорс», 54х1 20-мм «Эрликон»
- «Индомитебл» — 8х2 114-мм орудий, 6х8 40-мм «Виккерс», 2х4, 2х2, 13х1 40-мм «Бофорс», 36х1 20-мм «Эрликон»

На «Викториес» после модернизации были установлены новые 76-мм орудия Mk33 в 6 двухорудийных установках.

### Авиация
Незначительное количество самолётов (36 единиц) стало причиной чрезвычайно малого числа истребителей. Однако опыт войны продемонстрировал, что зенитная артиллерия не способная в одиночку справиться с массированной атакой авиации и доля истребителей постоянно росла. Помимо этого предпринимались попытки увеличить количество действующих самолётов, используя палубы для их размещения и доводя число самолётов до 50 единиц и выше. Но это немедленно вызывало трудности в обеспечении их топливом, так как бензохранилища были небольшими.
Первоначальный вариант вооружения включал истребители Fairey Fulmar Mk I. и Mk. II и бомбардировщики-торпедоносцы Fairey Swordfish. Летом 1941 года начались поставки на вооружение бомбардировщиков-торпедоносцев Fairey Albacore. Очевидно неудачные истребители в 1941-42 гг. заменялись как самолёты английского производства (Supermarine Spitfire Mk. V, Sea Hurricane, так и американского производства Grumman F4F Wildcat (в Великобритании называвшиеся «Martlett» Mk.I и Mk.5)
Американская палубная авиация была явно лучше и в 1943 году эскадрильи торпедоносцев были также перевооружены на Grumman TBF Avenger, а истребительные на Chance Vought F4U Corsair. Правда в 1944 году английские самолёты вновь были приняты вооружение некоторых эскадрилий. Это были бомбардировщики-торпедоносцы Fairey Barracuda Mk. II и истребители Supermarine Seafire.
«Викториэс» после модернизации использовал несколько типов реактивных самолётов (Supermarine Scimitar, de Havilland Sea Venom, De Havilland DH.110 Sea Vixen, Blackburn Buccaneer, и вертолётов (Westland Whirlwind, Westland Wessex)

## Краткая история службы

### «Илластриес»
Вступил в строй летом 1940 года и вошёл в состав Средиземноморского флота. Прикрывал конвои на Мальту и совершал налёты на базы в Северной Африке. 11 ноября 1940 года самолёты с авианосца совершили успешный налёт на военно-морскую базу итальянского флота в Таранто. 10 января 1941 года тяжело повреждён немецкой авиацией в районе Мальты. В течение года находился на ремонте (сначала в Александрии, затем в Дурбане, с мая в Норфолке). Весной 1942 года вошёл в состав Восточного флота и в мае принял участие в оккупации Мадагаскара. С января 1943 года в Англии на ремонте, затем до сентября действовал в составе Флота Метрополии
В сентябре 1943 года в составе Соединения «H»  прикрывал высадку союзников в Салерно. Затем вновь вернулся в Англию. В январе 1944 года направлен в Индийский океан, где действовал в течение всего года. В марте-мае 1945 года принял участие в операции по захвату Окинавы, в ходе которого был легко повреждён в ходе атаки камикадзе. В июне вернулся в Англию. В декабре 1954 года выведен в резерв и в 1956 году продан на слом, разобран в 1957 году

### «Викториес»
Вступил в строй в марте 1941 года в вошёл в состав Флота Метрополии. В мае 1941 года принял участие в поиске и уничтожении линейного корабля «Бисмарк». До мая 1942 года в составе Флота Метрополии участвует в прикрытии конвоев в СССР. В августе 1942 года принимает участие в операции «Пьедестал» по проводке конвоя на Мальту. В ноябре в составе Соединения «Н» принимает участие в операции «Торч». С февраля по сентябрь 1943 года действует в составе Тихоокеанского флота США.
После ремонта в Англии с марта 1944 года вошёл в состав Флота Метрополии. В апреле принимал участие в налёте на линейный корабль «Тирпиц». В июле 1944 года прибыл в Индийский океан в состав Восточного флота. В марте-мае 1945 года принял участие в операции по захвату Окинавы, в ходе которого был легко повреждён в ходе атаки камикадзе. В июле 1945 года принимал участие в налётах на Японские острова. В 1947 году выведен в резерв, в 1950-58 гг. прошёл большую модернизацию и был приспособлен для приёмки реактивных самолётов. В 1967 году выведен в резерв после пожара. В 1969 году списан и разобран на металл.

### Формидебл
Средиземноморского флота. 26 мая 1941 года повреждён немецкой авиацией в ходе Критской операции. Находился на длительном ремонте в Норфолке после чего в декабре 1941 года вошёл в состав Восточного флота. В сентябре 1942 года вернулся в Англию. В ноябре в составе Соединения «Н» принимает участие в операции «Торч». В июле 1943 год прикрывал высадку в Сицилии, затем в сентябре — высадку в Салерно. Летом 1944 года дважды участвовал в атаках против линейного корабля «Тирпиц». С марта 1945 года вошёл в состав Британского Тихоокеанского флота. В марте-мае 1945 года принял участие в операции по захвату Окинавы, в ходе которого был легко повреждён в ходе нескольких атак камикадзе. В июле 1945 года принимал участие в налётах на Японские острова. Выведен в резерв в 1946 году, разобран на металл в 1953 году.

### «Индомитебл»
Вступил в строй в октябре 1941 года. С декабря 1941 года вошёл в состав Восточного флота. В июле 1942 года переведён в состав Средиземноморского флота. В августе 1942 года принял участие в операции «Пьедестал», в ходе которой был серьёзно повреждён немецкой авиацией и ремонтировался в США до конца года. В начале 1943 года вошёл в состав Соединения «Н» и принял участие в высадке в Сицилии. 16 июля 1943 года тяжело повреждён торпедой с немецкого самолёта и ушёл на ремонт в США. С мая 1944 год в составе Восточного флота, а с марта в составе Британского Тихоокеанского флота. В марте-мае 1945 года принял участие в операции по захвату Окинавы, затем действовал у побережья Китая. После войны некоторое время являлся флагманским кораблём Флота метрополии. В 1953 году выведен в резерв и в 1955 разобран на металл.